# Six Minutes to Midnight
Pour plus de détails, voir Fiche technique et Distribution.
Six Minutes to Midnight est un thriller historique britannique coécrit et réalisé par Andy Goddard, sorti en 2020.

## Synopsis
Avant et lors du début de la Seconde Guerre mondiale, des familles influentes et fortunées de l'Allemagne nazie envoient leurs enfants à l'Augusta Victoria College dans la ville de Bexhill-on-Sea, dans le Sussex. En vérité, l'ambition de leurs pères dignitaires était de fonder une future ligue féminine pour les femmes nazies en Angleterre, tandis que leurs progénitures étaient éduquées de sorte qu'elles soient acceptées dans la luxueuse ville de Cambridge pour poursuivre leurs études. Pourtant, l'établissement du Sussex était soigneusement surveillé par les services secrets britanniques et l'un de leurs agents, Thomas Miller, s'y infiltre dans la peau d'un enseignant d'Anglais pour enquêter discrètement sur la disparition de son prédécesseur, monsieur Wheatley. Lors d'une baignade avec ses élèves, le cadavre de ce dernier est découvert sur la plage. Toutefois, alors qu'il tente d'avertir son supérieur que toutes les étudiantes s'apprêtent à être rapatriées en Allemagne, son commandant est tué par l'instructrice Keller et Miller est aussitôt accusé de son meurtre, ce qui le pousse à fuir pour prouver son innocence...

## Fiche technique
- Titre original et français : Six Minutes to Midnight
- Réalisation : Andy Goddard
- Scénario : Andy Goddard, Eddie Izzard et Celyn Jones
- Montage : Mike Jones
- Musique : Marc Streitenfeld
- Photographie : Chris Seager
- Production : Ade Shannon, Andy Evan, Sarah Townsend et Sean Marley
- Sociétés de production : Lionsgate, Mad as Birds et West Madison Entertainment
- Société de distribution : Sky Cinema
- Pays d'origine :  Royaume-Uni
- Langue originale : anglais
- Format : couleur - 2.35:1
- Genre : thriller historique
- Durée : 100 minutes
- Dates de sortie :
  - Russie : 15 octobre 2020
  - Royaume-Uni : 26 mars 2021
  - France : 1er février 2021 (VOD)

## Distribution
- Eddie Izzard (VQ : Tristan Harvey) : Thomas Miller
- Carla Juri (VQ : Rachel Graton) : Ilse Keller
- James D'Arcy (VQ : Frédérik Zacharek) : capitaine Drey
- Celyn Jones (VQ : Alain Zouvi) : caporal Willis
- David Schofield (VQ : Benoît Rousseau) : colonel Smith
- Jim Broadbent (VQ : Jean-Marie Moncelet) : Charlie
- Judi Dench (VQ : Claudine Chatel) : Miss Rocholl
- Nigel Lindsay : monsieur Wheatley
- Maria Dragus (VQ : Aline Pinsonneault) : Astrid
- Luisa-Céline Gaffron : Sigrid
- Daria Wolf : Leta
- Bianca Nawrath : Paula
- Franziska Brandmeier (VQ : Émilie Josset) : Beatrix
- Tijan Marei (VQ : Kim Jalabert) : Gretel
- Kevin Eldon (en) (VQ : Adrien Bletton) : sergent Simmons
- Andrew Byron : le ministre allemand
- Joe Bone : Jackie
- Rupert Holliday-Evans : le meneur du groupe
- Richard Elfyn : Stan
- Finty Williams : Miriam